# Bellingen (Windeck)
Bellingen ist ein Ortsteil der Gemeinde Windeck im Rhein-Sieg-Kreis.

## Lage
Bellingen liegt auf den Hängen des Bergischen Landes an der Grenze zum Kreis Altenkirchen. Westlich liegt der Baierhahnhöchsten. Nachbarorte sind Forst im Osten, Halscheid im Süden und Distelshausen im Westen. Bellingen ist über die Landesstraße 333 erreichbar.

## Geschichte
Bellingen wurde 1555 erstmals urkundlich erwähnt.
Das Dorf gehörte zum Kirchspiel Rosbach und zeitweise zur Bürgermeisterei Dattenfeld.
1830 hatte Bellingen 39 Einwohner.
1845 hatte der Weiler 32 Einwohner in sieben Häusern, acht katholische und 24 evangelische. 1863 waren es 39 Personen. 1888 gab es 33 Bewohner in sieben Häusern.
1962 wohnten hier 22 und 1976 33 Personen.